# 向西聞記
《向西聞記》（英語：Hong Kong West Side Stories）是中國數碼娛樂有限公司製作的香港電視單元劇，由吳兆麟導演、編劇。改編自網絡作家「向西村上春樹」的同名小說，由九個單元故事組成。本劇第一個單元故事《畜性傳心師》（第一、二集）於2018年3月8日在OTT平台hmvod上架，其他單元於2019年4月18日上架，而同年4月30日於Netflix全套上架；2020年2月13日至28日逢星期一至五晚上22:00-22:30，在香港電視娛樂ViuTV播映。由於劇集內容含有粗言穢語關係，於電視播出時聲音會經過處理，而在網上則會提供內含粗口的足本版重溫。

## 每集內容
| 集數      | 主題                                                                          |
| 01        | 畜牲傳心師                                                                    |
| 02        | 畜牲傳心師                                                                    |
| 03        | 咖喱「雞」                                                                    |
| 04        | PTGF & PTBF （ViuTV用名：兼職男女友）                                         |
| 05        | 食女性地嘉亨灣 （Netflix及ViuTV用名：嘉亨灣） （ViuTV電視播出用名：食女性地） |
| 06        | 台北的港男港女                                                                |
| 07        | 台北的港男港女                                                                |
| 08        | 因為寂寞所以健身                                                              |
| 09        | 骨與慾                                                                        |
| 10        | 獨男愛的機會                                                                  |
| 11        | 碌架床                                                                        |
| 12        | 碌架床                                                                        |
| 13 （SP） | 阿姨！我不想努力了！                                                          |

## 角色列表

### 畜牲傳心師
| 演員   | 角色               | 暱稱／關係 |
| 張繼聰 | 陳振邦             | Kelvin 原任職保險經紀，機緣巧合下成為著名的「動物傳心師」 霍嬅芯前度男友 與客人Eva發生性關係 喜歡並追求楊雨雅 後與Vivian結成夫婦                                       |
| 胡杏兒 | 楊雨雅             | Yuya 陳振邦同學 中五的插班生 從英國回來，為陳振邦之暗戀對象 養有狗（Chris）                                                                                            |
| 甄詠珊 | Vivian             | 淫娃 陳振邦同學 為中學時期的淫娃，幾乎只要有學生証就可以上床，但陳振邦卻手也不能拖一下 年紀漸長成為「中女」後希望找到「成熟穩重」的男人埋單（結婚） 後與陳振邦結成夫婦 |
| 陳意嵐 | Eva                | 陳振邦「動物傳心」客人，並與其發生性關係 喜歡陳振邦 參見咖喱「雞」 |
| 東方昇 | 雲 哥              | |
| 白健恩 | Gabriel            | 參見因為寂寞所以健身 |
| 杜小喬 | 霍嬅芯             | Flora 陳振邦前度女友 十分相信動物傳心師 為了尋回愛犬，付了$5000予動物傳心師 認為陳振邦沒有協助尋回愛犬而提出分手 參見獨男愛的機會                                      |
| 王宗堯 | 黃家謙             | 陳振邦同學 參見碌架床 |
| 趙永洪 | 蘇炳康             | Ben 陳振邦同學 參見食女性地嘉亨灣 |
| 吳文舜 | 證婚律師           | |
| 易慧珠 | 女支持者           | |
| 姚紫茵 | 寵物傳心師課程學員 | |
| 黎穎珊 | 寵物傳心師課程學員 | |

### 咖喱「雞」
| 演員   | 角色   | 暱稱／關係                                                                             |
| 張建聲 | 夏家興 | Amy之男友 與Amy去旅行前一晚與Eva發生了性關係，並啜得全身「咖喱雞」（吻痕）             |
| 陳意嵐 | Eva    | 夏家興之同事，任職人事部 因與陳振邦發生性關係的事情而尋找夏家興傾訴 與夏家興發生性關係 |
| 吳浣儀 | May姐  | 夏家興之鐘點工人                                                                       |
| 張沛樂 | Amy    | 夏家興之女友 參見PTGF & PTBF                                                           |

### PTGF & PTBF
| 演員   | 角色        | 暱稱／關係 |
| 張沛樂 | Amy         | 夏家興前度女友 任職Part Time Girlfriend（兼職女朋友） Lucas之童年玩伴 鼓勵Lucas識女仔並任職Part Time Boyfriend（兼職男朋友） 後與Lucas成為情侶 |
| 陳安立 | Lucas       | 任職Part Time Boyfriend（兼職男朋友） Amy之童年玩伴 後與Amy成為情侶                                                                            |
| 顧翠英 | Amy媽       | Amy母親 |
| 胡丹瑛 | Auntie Mary | Lucas母親 |
| 何漢輝 | Amy爸       | Amy父親 |
| 方志駒 | 陳 生       | |
| 李冬麟 | DJ          | 酒廊唱片騎師 |
| 江金鎂 | Sarah       | |
| 鄭超群 | 酒 保       | |
| 盧梓恆 | 李 生       | |

### 食女性地嘉亨灣
| 演員            | 角色   | 暱稱／關係                                                                                   |
| 趙永洪          | 蘇炳康 | Ben 任職保安 謊稱住嘉亨灣，但嘉亨灣只是其工作地方 謊稱忘記帶鎖匙，與梁蘊妮在嘉亨灣後樓梯做愛 |
| 李美琪          | 梁蘊妮 | Rene 神秘美女 謊稱住貝沙灣，其實住柴灣興華邨 與蘇炳康在嘉亨灣後樓梯做愛                      |
| 趙善恆 @ ToNick | 劉浩明 | 阿明、明仔 任職保安 替蘇炳康頂更 參見台北的港男港女                                          |
| 徐錦源          | 酒 保  |                                                                                              |

### 台北的港男港女
| 演員            | 角色     | 暱稱／關係 |
| 趙善恆 @ ToNick | 劉浩明   | 阿明、明仔 香港人 到台灣希望食（結識）台妹（台灣女性），卻被Janice誤認為台仔（台灣男性） 結伴同遊台灣，並發生了性關係 被Janice殺死 |
| 廖子妤          | Janice   | 香港人 到台灣落Club（夜蒲）時誤認劉浩明為台仔 參與「殺人鯨」遊戲，殺死阿明後自殺                                                   |
| 趙永洪          | 蘇炳康   | Ben 在電話中經常鼓勵劉浩明「中出即飛」 參見食女性地嘉亨灣                                                                          |
| 駱振偉          | 張洛文   | 參見碌架床 |
| 張詠榆          | 新聞主播 | |

### 因為寂寞所以健身
| 演員   | 角色    | 暱稱／關係                                                                                               |
| 肥 腸  | 莫 直   | IT狗、阿直 身形肥胖的IT部職員 經常被欺負 一次聚會下獲得阿純的電話號碼而決定要減肥 買下了十萬元的健身套票 |
| 黎紀君 | 陳嘉純  | 阿純 金融經紀 主動結識莫直是為了推銷                                                                     |
| 譚杏藍 | Angel   | 健身中心銷售員，專門推銷顧客入會                                                                         |
| 駱振偉 | 張洛文  | 參見碌架床                                                                                               |
| 陳詩慧 | Judy    | 欺負莫直的公司女同事                                                                                     |
| 白健恩 | Gabriel | 健身教練／保鑣 莫直的健身教練 游說莫直買下了十萬元的健身套票 健身中心倒閉後任職保鑣                      |

### 骨與慾
| 演員                 | 角色       | 暱稱／關係                                                       |
| 李尚正               | 阿 強      |                                                                  |
| 李尚正               | 阿 光      |                                                                  |
| 陳穎欣 @ Super Girls | 十九號     | 按摩技師 沒有男朋友 因為編號是「19號」，所以自我介紹亦為「19號」 |
| Bitto                | 阿 張      |                                                                  |
| 梁卓美               | 媽 媽      | 阿強、阿光母親                                                   |
| 錢耀榮               | 經 理      |                                                                  |
| 梁德誠               | 金毛壯漢   |                                                                  |
| 施銘彤               | 儲物櫃職員 |                                                                  |
| 區偉權               | 儲物櫃職員 |                                                                  |

### 獨男愛的機會
| 演員               | 角色     | 暱稱／關係                                                        |
| 岑珈其             | 古仲賢   | 阿Koo IT部職員 喜愛模型，辦公桌上擺設了很多模型，常被上司以此威脅 |
| 泥 鯭 @ RubberBand | 陳彼德   | Peter                                                             |
| 陳嘉莉             | 馬家欣   | Mary                                                              |
| 杜小喬             | 霍嬅芯   | Flora 參見畜牲傳心師                                              |
| 李美琪             | 梁蘊妮   | Rene 參見食女性地嘉亨灣                                           |
| 馬詠雯             | 低胸小姐 |                                                                   |
| 何宛珊             | 同 事    |                                                                   |
| 游麗敏             | 同 事    |                                                                   |

### 碌架床
| 演員                 | 角色   | 暱稱／關係 |
| 王宗堯               | 黃家謙 | 黃家全弟弟 與妻子、父母、大哥大嫂六人同住 與大哥大嫂訓碌架床 與大哥為爭一房之擁有權鬥得你死我活                         |
| 鄧健泓               | 黃家全 | 黃家謙兄長 與妻子、父母、弟弟弟婦六人同住 與弟弟弟婦訓碌架床 與弟弟為爭一房之擁有權鬥得你死我活                         |
| 蔡明思 @ Super Girls | Julia  | 黃家謙妻子 因率先產子而贏得房間                                                                                         |
| 石詠莉               | 曉 君  | |
| 林 雪                | 黃 父  | 黃家謙、黃家全父親 不滿媳婦長期霸佔廁所逾一小時 有次更在廳中就地解放 下令兄弟二人誰先「造人」成功，房間擁有權就歸其所有 |
| 駱振偉               | 張洛文 | 黃家謙、黃家全兒子親生父親                                                                                              |
| 肥 腸                | 莫 直  | IT狗、阿直 參見因為寂寞所以健身                                                                                         |
| 劉順卿               | 黃 母  | 黃家謙、黃家全母親 |
| 黃志廣               | 醫 生  | |
| Marcus L             | 黃子真 | 黃家謙兒子 張洛文親生兒子                                                                                               |

### 阿姨！我不想努力了！
| 演員                | 角色 | 暱稱／關係 |
| 何啟華 @ ERROR      | '    |            |
| 邱傲然 @ MIRROR     | '    |            |
| 盧覓雪              | '    |            |
| 黎萬宏 @ RubberBand | '    |            |

## 製作團隊
| - 監製：蕭定一、吳漢邦 - 故事原著：向西村上春樹 - 編劇：吳兆麟、梁子康 - 攝影指導：譚運佳 - 導演：吳兆麟 - 配樂：朱韻文 - 美術指導：黃敏軒 - 服裝指導：梁施迪 - 剪接：鄭偉麟 |

## 插曲
- 《我們是無法說明的季節》（出自「台北的港男港女」一集）
  - 主唱：趙善恆（feat.廖子妤）
  - 曲：趙善恆
  - 詞：周耀輝、林雪平

## 外部連結
- 《向西聞記》的Facebook專頁
- hmvod《向西聞記》官方節目重溫（页面存档备份，存于）
- Netflix《向西聞記》官方節目重溫
- ViuTV《向西聞記》官方節目重溫（页面存档备份，存于）
- 《向西聞記》全劇預告片的Facebook專頁
- 《向西聞記》之「台北的港男港女」插曲 - 我們是無法說明的季節（MV）的Facebook專頁
- 豆瓣电影上《向西聞記》的資料 （简体中文）

## 節目變遷
| 香港 ViuTV 逢星期一至五 22:00－22:30 · 2月28日 22:15－22:45 | 香港 ViuTV 逢星期一至五 22:00－22:30 · 2月28日 22:15－22:45 | 香港 ViuTV 逢星期一至五 22:00－22:30 · 2月28日 22:15－22:45 |
| ----------------------------------------------------------- | ----------------------------------------------------------- | ----------------------------------------------------------- |
|                                                             | 向西聞記 （2020年2月13日－2月28日）                         |                                                             |
| 好人好姐（21:30－22:30） （2020年1月23日－2020年2月12日）   | 二月廿九（21:30－22:30） （2020年3月2日－2020年3月13日）    |                                                             |